# ستيفن براون (منتج أفلام)
ستيفن براون (بالإنجليزية: Stephen Brown)‏ هو منتج أفلام أمريكي، ولد في 18 يناير 1961 في لوس أنجلوس في الولايات المتحدة.

## وصلات خارجية
- ستيفن براون على موقع IMDb (الإنجليزية)
- ستيفن براون على موقع قاعدة بيانات الفيلم (الإنجليزية)